# Jacobus Rolandus

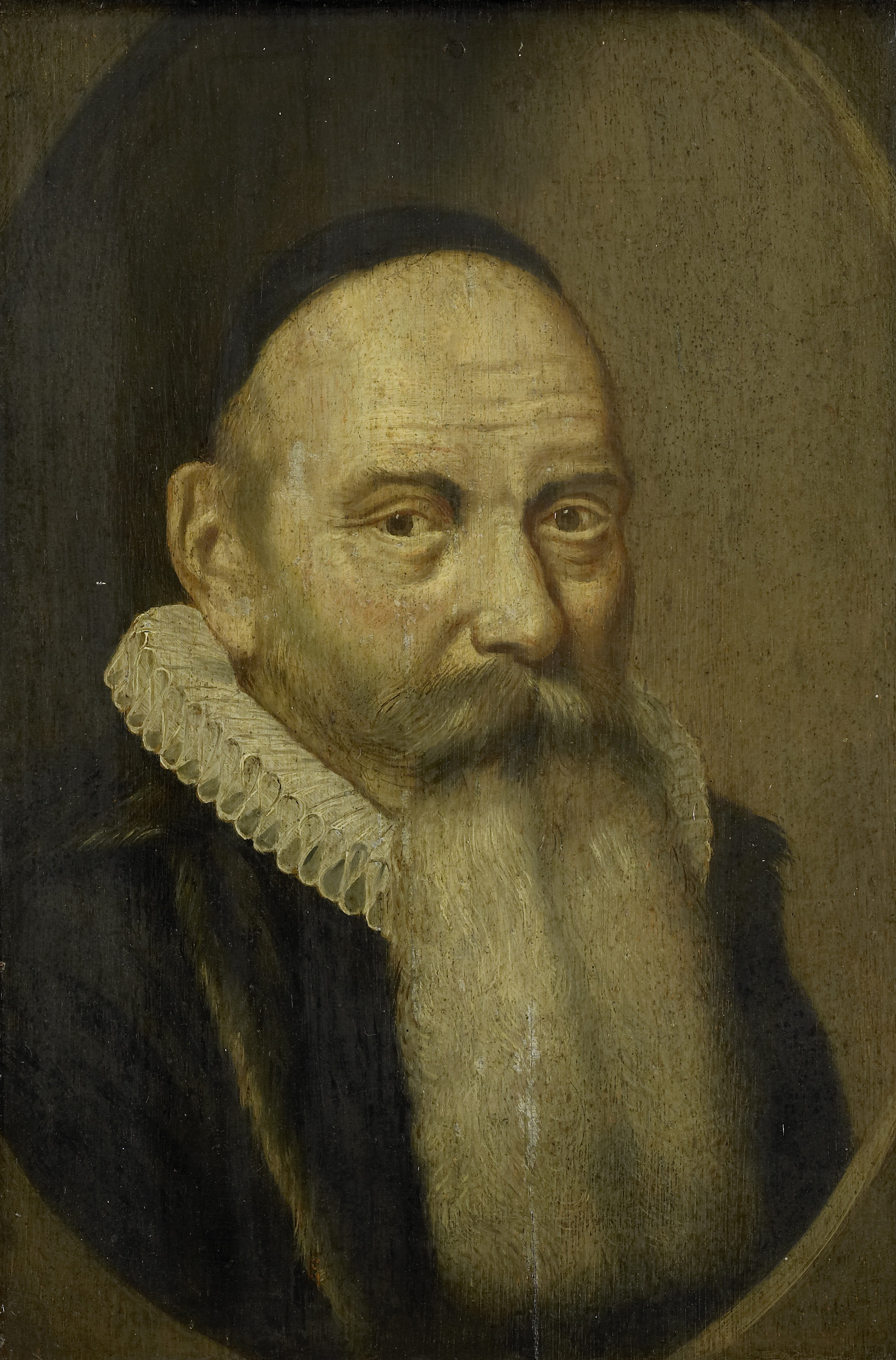
Jacobus Rolandus

Jacobus Rolandus (* 1562 in Delft; † 1632 in Leiden) war ein niederländischer evangelisch-reformierter Geistlicher während des Achtzigjährigen Krieges.

## Biografie
Jacobus Rolandus studierte Theologie in Genf und Heidelberg. Seine erste Stelle als reformierter Pfarrer trat er 1587 in Wiesloch und Germersheim in der Kurpfalz an. 1594 wurde er Pfarrer in Delft. Da er eine schwache Stimme hatte und überhaupt bei schlechter Gesundheit war, konnte er den Dienst in der dortigen Grote Kerk nur schwer versehen und wechselte 1598 nach Frankenthal, 1603 dann nach Amsterdam. Dort trat er an der Oude Kerk die Nachfolge von Jacobus Arminius an. Gleich die erste Predigt befasste sich mit der Prädestinationslehre und rief den Widerspruch prominenter Remonstranten hervor. Rolandus, der als eher furchtsamer Gelehrter beschrieben wird, war stark in der Auseinandersetzung um den Arminianismus engagiert, auch emotional. Er äußerte, wenn der bereits verstorbene Philipp Melanchthon seine (den Remonstranten ähnliche) Prädestinationslehre öffentlich vertreten wollte, würde er ihn an der Predigt hindern. Gemeinsam mit Jacobus Trigland war er in der überregionalen Organisation der Kontraremonstranten aktiv, und beide Theologen wurden von der Provinzialsynode von Nord-Holland 1618 als Delegierte zur Dordrechter Synode entsandt. Dort wurde er als erster Assessor ins Moderamen gewählt und nahm während der Synode Leitungsaufgaben wahr. Die Synode wählte ihn in die Kommission für die geplante Neuübersetzung der Bibel ins Niederländische (Staatenübersetzung); er war bei diesem Projekt für das Neue Testament zuständig, nachträglich kam die Korrektur der Übersetzung des Alten Testaments hinzu. Seine Übersetzeraufgaben führten dazu, dass er nach Leiden umzog, wo er seine letzten Lebensjahre verbrachte. Die Fertigstellung der Staatenübersetzung erlebte er nicht mehr.
Jacobus Rollandus war dreimal verheiratet. Seine erste Ehefrau war Maria Doucy, eine hugenottische Adlige. Das Paar hatte neun Kinder und begründete damit eine große Pfarrerdynastie. Die weiteren Ehen mit Hendrika Pietersz. de Boer und Barbara de Weerdt blieben kinderlos.